# علی‌آغالی
علیاگالی (ترکی آذربایجانی: Aliağalı) یک منطقهٔ مسکونی در جمهوری آرتساخ است که در استان آسکران واقع شده‌است.